# Samuel Christoph von Tetzloff
Samuel Christoph von Tetzloff (* 12. März 1738 in Gingst; † 1810) war ein deutscher Beamter. Ab 1788 war er Regierungsrat in Schwedisch-Pommern.

## Leben
Samuel Christoph Tetzloff war der Sohn des Johann Jacob Tetzloff (1707–1752), Pastor und Propst an der Sankt-Jacob-Kirche in Gingst auf Rügen, und der Barbara Catharina Buschmann. 1761 wurde er Kanzlist und noch im selben Jahr Protokollsekretär bei der schwedischen Regierung in Stralsund. 1773 war er Expeditionssekretär und wurde später Lehnssekretär.
1788 wurde er Regierungsrat in der Regierung Schwedisch-Pommerns. Er nahm 1794 an der Visitation der Universität Greifswald teil. Er hatte 1795 den Vorsitz einer Kommission zur Untersuchung der in Greifswald ausgebrochenen Unruhen, der außer ihm die Juristen Georg Christian Sonnenschmidt und Emanuel Friedrich Hagemeister angehörten.
1797 wurde er in den schwedischen Adelsstand erhoben. Die Introduktion erfolgte 1798 mit der Nummer 2158.
Während der Besetzung Schwedisch-Pommerns durch französische Truppen wurden Ende 1807 von Tetzloff und sein Sohn, der Sekretär Gustav Bernhard Christian, der Regierungspräsident Nikolaus Philipp von Thun und der Regierungsrat Heinrich Christian Friedrich von Pachelbel-Gehag verhaftet, nach Frankreich gebracht und im Fort de Joux festgehalten. Angeblich soll ihr Verhalten gegenüber den französischen Behörden und der verbotene Briefwechsel nach Schweden Anlass für die Verhaftung gewesen sein.

## Familie
Samuel Christoph Tetzloff war mit Dorothea Charlotta Kempe verheiratet, einer Tochter des Großhändlers Johann Friedrich Kempe und der Sophia Kruse. Die beiden hatten zwei Töchter und zwei Söhne. Der ältere Sohn Gustav Bernhard Christian war Sekretär bei der schwedischen Regierung in Stralsund.